# Gare d'Ayabe
La gare d'Ayabe (綾部駅, Ayabe-eki) est une gare ferroviaire localisée dans la ville d'Ayabe, dans la préfecture de Kyoto, au Japon. La gare est exploitée par la compagnie JR West.

## Situation ferroviaire
La gare d'Ayabe est située au point kilométrique (PK) 76,2 de la ligne principale San'in. Elle marque le début de la ligne Maizuru.

## Histoire
La gare d'Ayabe a ouvert le 3 novembre 1904.

## Service des voyageurs

### Accueil
La gare dispose d'un bâtiment voyageurs, avec guichet, ouvert tous les jours. 

### Desserte
La gare d'Ayabe est une gare disposant de deux quais et de trois voies.
| N° de voie | Ligne     | Direction                       |
| ---------- | --------- | ------------------------------- |
| 1・2       | ▆ San'in  | Sonobe / Kyoto                  |
| 1・2       | ▆ San'in  | Fukuchiyama / Toyooka           |
| 1・2       | ▆ Maizuru | Nishi-Maizuru / Higashi-Maizuru |
| 3          | ▆ San'in  | Fukuchiyama / Toyooka           |
| 3          | ▆ Maizuru | Nishi-Maizuru / Higashi-Maizuru |

| JR West                |               |                    |               |                           |
| Direction Takatsu      | Ligne Maizuru | Ligne Maizuru      | Ligne Maizuru | Direction Higashi-Maizuru |
| Takatsu (Ligne San'in) |               | Rapid Service 快速 |               | Fuchigaki                 |
| Takatsu (Ligne San'in) |               | Local 普通         |               | Fuchigaki                 |
| Direction Shimonoseki  | Ligne San'in  | Ligne San'in       | Ligne San'in  | Direction Kyotô           |
| Takatsu                |               | Rapid Service 快速 |               | Tachiki                   |
| Takatsu                |               | Local 普通         |               | Yamaga                    |

- Les Limited Express Kinosaki, Hashidate et Maizuru s'arrêtent à cette gare

| Limited Express |  |           |  |             |
| Kameoka         |  | Kinosaki  |  | Hiyoshi     |
| Sonobe          |  | Hashidate |  | Fukuchiyama |
| Kameoka         |  | Maizuru   |  | Hiyoshi     |